# River Carron (vattendrag i Storbritannien, Skottland, Highland, lat 57,42, long -5,45)
River Carron är ett vattendrag i Storbritannien.   Det ligger i kommunen Highland och riksdelen Skottland, i den nordvästra delen av landet, 700 km nordväst om huvudstaden London.